# تاماله تند
تاماله تند (انگلیسی: Hot tamale) غذایی سنتی بومی دلتای می‌سی‌سی‌پی است که از گوشتی تهیه می‌شود که در آرد ذرت پیچیده شده، در پوش‌برگ قرار می‌گیرد و در آب‌نمکی تند پخته یا جوشانده می‌شود. تاماله‌های تند از تاماله‌هایی که در آمریکای اسپانیایی‌زبان یافت می‌شوند، کوچک‌تر هستند و دستور تهیه‌شان از سرآشپزی به سرآشپز دیگر تفاوت زیادی دارد. رایج‌ترین نوع گوشت در آن‌ها، گوشت چرخ‌کردهٔ گاو یا خوک است، اما برخی سرآشپزها از بوقلمون یا حتی گوشت گوزن — اگر مشتری‌ها آن را بیاورند — استفاده می‌کنند.

## تاریخچه
با اینکه تاریخ دقیق پیدایش تاماله تند مشخص نیست، نظریه‌های گوناگونی دربارهٔ منشأ آن مطرح شده‌اند. یکی از نظریه‌ها بر این باور است که این غذا به خوراک بومیان آمریکایی دلتای می‌سی‌سی‌پی بازمی‌گردد. نظریه‌ای دیگر می‌گوید این غذا توسط سربازانی که از جنگ آمریکا و مکزیک در اواخر دههٔ ۱۸۴۰ بازگشته بودند، به منطقه آورده شد. آخرین نظریه — که بنا بر نظر مورخان محلی محتمل‌ترین منشأ به‌شمار می‌رود — بر این باور است که این غذا در اوایل قرن بیستم شکل گرفت، زمانی که آمریکایی‌های آفریقایی‌تبار تاماله‌هایی را که توسط کارگران مهاجر مکزیکی تهیه می‌شد، با ذائقهٔ خود سازگار کردند.

## مسیر تاماله تند
«مسیر تاماله تند»، مجموعه‌ای از رستوران‌ها و غذاخوری‌هایی است که تاماله تند سرو می‌کنند. این مسیر پس از مستندسازی تاماله تند توسط «اتحاد غذاهای جنوبی» در اوایل دههٔ ۲۰۰۰ شکل گرفت. در این مسیر می‌توان رستوران‌های محلی در شهرهای رُزدِیل، کلیولند، گرینویل و ویکسبرگ را یافت. شهر گرینویل آن‌قدر رستوران با تاماله تند دارد که خود را «پایتخت جهانی تاماله تند» می‌نامد و هر سال در ماه اکتبر، جشنوارهٔ تاماله تند برگزار می‌کند.